# دن شو
دن شو (برمه‌ای: သန်းရွှေ)؛ (زادهٔ ۲ فوریه ۱۹۳۳) سیاست‌مدار اهل برمه است.